# Daryl Dragon

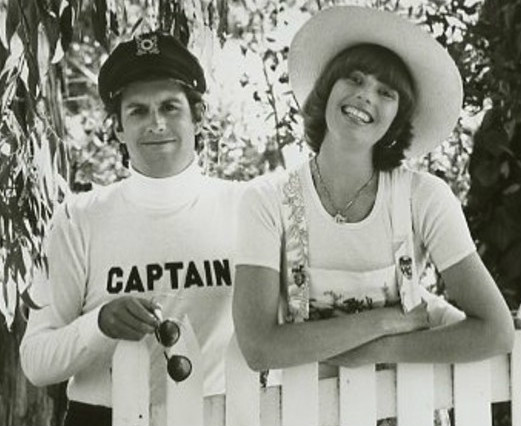
Captain & Tennille 1976.

Daryl Frank "Captain" Dragon, född 27 augusti 1942 i Los Angeles, död 2 januari 2019 i Prescott, Arizona, var en amerikansk musikproducent, musiker, låtskrivare framförallt känd som ena halvan av popduon Captain & Tennille som hade stora framgångar under det sena 1970-talet. Gruppmedlemmarna i Captain & Tennille var Dragon och hans hustru Toni Tennille. Captain & Tennille hade en stor hitlåt 1975 med en nyinspelning av Neil Sedakas låt Love Will Keep Us Together som var den bäst säljande låten i USA det året.

## Biografi
Daryl Dragon kom från en musikalisk familj. Hans far Carmen Dragon var kompositör och dirigent, och hans äldre bror Dennis Dragon spelade i surfbandet Surf Punks. Från 1967–1972 spelade Daryl Dragon keyboard med The Beach Boys.
Daryl Dragon och Toni Tennille var gifta åren 1974–2014, enligt Tennille därför att deras revisor hade sagt till dem att det vore bättre med tanke på skatteläget. Tennille och Dragon förblev vänner även efter det att deras äktenskap tog slut, även om Tennille i morgon-TV-programmet The Today Show på NBC våren 2016, i samband med lanseringen av hennes självbiografi, sagt att anledningen till deras skilsmässa var Dragons "oförmåga att vara kärleksfull". Paret hade först träffats i San Francisco 1971.